# Csortkivi járás
A Csortkivi járás (ukránul: Чортківський район) Ukrajna Ternopili területén található járás, amelynek népessége 2021-ben 326 745 fő volt. Székhelye Csortkiv. A járás területe a 2020-as ukrajnai közigazgatási reformmal 5032 km²-re nőtt (A ternopili terület 36,4%-a), és öt megszűnt járás, a Borscsivi, Bucsacsi, Huszjatini, Monasztiriszkai, valamint a Zaliscsiki járás, továbbá Csortkiv városa, amelyek 2020 előtt önálló járások voltak, ma a részét képezik.

## Városok és városi jellegű települések[3]

### Városok
- Csortkiv (28 393)
- Bucsacs (12 321)
- Borscsiv (10 765)
- Zaliscsiki (9021)
- Horosztkiv (6703)
- Kopicsinci (6587)
- Monasztiriszka (5492)

### Városi jellegű települések
- Huszjatin (7056)
- Szkala-Pogyilszka (4174)
- Melnicja-Pogyilszka (3643)
- Zavodszke (3337)
- Tovszte (3189)
- Koropec (3094)
- Zolotij Potyik (2363)
- Hrimajliv (1778)

## Statisztikák[4]
A járásban élők 52,66%-a nő, ami 172 050 embert jelent. 154 030 további ember férfi, ami a teljes népesség 47,14%-a. Falun a népesség 66,97%-a él, csaknem 219 000 ember. További 109 000 ember, a népesség 33,03%-a városban (vagy városi jellegű településen) él, de Csortkivben csak a teljes népesség 8,69%-a él. A népesség 16,81%-a 65 év feletti, 17,57%-a még nem érte meg a 18-at. A maradék, közel 214 000 ember 18 és 65 év közötti, és ők a teljes népesség 65,42%-át alkotják.